# Chixdiggit!
I Chixdiggit! sono un gruppo pop punk formatosi a Calgary, Alberta in Canada.  L'idea di formare una band venne a tre studenti liceali nel 1990 quando incominciarono a creare t-shirt di una band immaginaria. Secondo la band il nome Chixdiggit! è  "Il modo metallaro di scrivere the 'Chicks Dig It' (alle ragazze piace)". Il gruppo diede alle stampe il suo primo album di studio nel 1996. Il loro ultimo CD fu pubblicato nel 2005, dal titolo Pink Razors. La band è famosa per aver scritto canzoni pop punk dal tono leggero, che trattano generalmente di ragazze e storie d'amore.

## Storia del gruppo
Il gruppo nacque dopo che K.J. Jansen, Mark O'Flaherty e Mike Eggermont incominciarono a vendere T-shirt dei Chixdiggit! nel loro liceo, anche se in questo momento la band ufficialmente non esisteva neppure. Alla fine le magliette incominciarono a vendere bene, il che portò alla band denaro sufficiente per comprare una batteria. In ogni caso nessuno dei tre aveva alcuna esperienza musicale, né possedeva propri strumenti (a parte Mark che aveva una chitarra classica). Mike iniziò a suonare il basso e siccome  "KJ non poteva sedersi tanto al lungo da essere un batterista", incominciò a suonare anche la chitarra e diventando così il cantante della band. Il gruppo nel suo periodo iniziale provò diversi batteristi, in ogni caso attualmente Jason Hirsh è il batterista principale.
Ufficialmente la band iniziò la sua carriera nel 1991 e iniziò a suonare dal vivo nel 1992. Comunque il gruppo si presentò ad un limitato numero di concerti in questo periodo, decidendo di concentrare i propri sforzi per affinare la tecnica. Nel 1993 il gruppo iniziò a suonare da vivo regolarmente in diversi luoghi attorno Calgary.
Nel 1996 i Chixdiggit! firmarono per l'etichetta Sub Pop, dove pubblicarono il loro primo album di debutto. In ogni caso la band lasciò l'etichetta dopo tempo, quando si rese conto che le proprie idee non coincidevano con quelle espresse dalla Sub Pop.  Come esprime Mike "le persone che dovevano vendere i nostri dischi e trattare con noi non si rivelavano giorno per giorno affezionate alla band".
In questo momento i Chixdiggit! stavano affrontando un tour mondiale.
I Chixdiggit! furono rapidamente presi sotto le ali della Honest Don's Records, una divisione di San Francisco della Fat Wreck Chords.
Il membro fondatore Mike Eggermont lasciò la band nel 2002 e fondò una società di software.
Il gruppo la pubblicato attualmente quattro album di studio. La loro ultima uscita Pink Razors è stata pubblicata il 19 aprile 2005 su Fat Wreck Chords nel Nord America e su Bad Taste Records in Europa.

## Formazione della band

### Corrente
- KJ Jansen - chitarra, voce
- Mark O'Flaherty - chitarra, voce
- Mike McLeod - basso, voce
- Tyler Pickering - batteria

### Passata
- Mike Eggermont - basso, voce (1990 - 2002)
- Ike Eidsness - batteria (1996)
- Dave Alcock - batteria (1997-2003)

### Altri
- Brendan Tincher - batterista part-time
- Kevin Challacombe - chitarra (nei concerti)
- Kepi Ghoulie - basso, voce

## Discografia

### Album in studio
- 1996 - Chixdiggit!
- 1998 - Born on the First of July
- 2000 - From Scene to Shining Scene
- 2005 - Pink Razors
- 2007 - Chixdiggit! II
- 2011 - Safeways Here We Come

### Demo
- 1993 - Humped

### 7"
- 1995 - Best Hung Carrot
- 1996 - Shadowy Bangers from a Shadowy Duplex
- 1997 - Chupa Cabra

### Split
- 1998 - Chronic for the Troops(con i Groovie Ghoulies)